# اویگن بلویلر
پاول اویگِن بلویلر (به آلمانی Paul Eugen Bleuler) (زاده ۳۰ آوریل ۱۸۵۷ – درگذشته ۱۵ ژوئیه ۱۹۳۹) از مهم‌ترین روان‌پزشکان عصر خود بود. شهرتش بیشتر به دلیل نقش او در درک بیماریهای روانی و ابداع واژه‌های اسکیزوفرنی، اوتیسم و دوسوگرایی است. بلویلر برای مشاهدات بالینی و توانایی درک نشانه‌های بیماری و همچنین مهارت‌های نوشتاری‌اش مشهور است.

## زندگی‌نامه
بلویلر در زولیکون شهری کوچک در نزدیکی زوریخ در سوئیس زاده شد. او فرزند رودلف بلویلر کشاورزی ثروتمند و پولین بلویلر بود. در زوریخ پزشکی خواند و پس از فارغ‌التحصیلی در سال ۱۸۸۱ در کلینیک روان‌پزشکی والدو در برن به عنوان دستیار گوتلیب بورکهاردت به کار پرداخت. در سال ۱۸۸۴ این شغل را ترک کرده یک سال را در سفرهای مطالعاتی پزشکی گذراند و نزد ژان ماری شارکو در پاریس، برنارد فون گادن در مونیخ و هم چنین به لندن رفت. پس از آن به زوریخ بازگشت و در بیمارستان دانشگاهی بورگ هولزلی به عنوان دستیار آغاز به کار کرد.

در سال ۱۸۸۶ بلویلر مدیر کلینیک روان‌پزشکی رینو شد که بیمارستانی واقع در یک صومعه قدیمی در جزیره‌ای در رود راین بود. این بیمارستان در زمان خود به عقب‌ماندگی مشهور بود. بلویلر تصمیم گرفت شرایط را برای بیماران این مرکز بهبود بخشد. در سال ۱۸۹۸ بلویلر به بورگ هولزلی بازگشت و به مدیریت این مرکز برگزیده شد.

## ارتباط با فروید
پس از علاقه به هیپنوتیزم به ویژه هیپنوتیزم درونگرا، بلویلر به کارهای فروید علاقه‌مند شد و کتاب «مطالعات هیستری» فروید و یوزف برویر را نقد کرد. بلویلر همچون فروید معتقد بود که روندهای ذهنی پیچیده می‌توانند ناخودآگاه باشند و از کارکنان بیمارستان بورگ هولزلی می‌خواست پدیده‌های روانی ناخودآگاه و روان‌پریشی را مطالعه کنند. کارل یونگ و فرانتز ریکلین نیز تحت تأثیر بلویلر از تکنیک تداعی واژه‌ها استفاده کردند تا تئوری واپس‌رانی فروید را با یافته‌های تجربی روانشناختی آزمایش کنند. بر اساس‌نامه‌هایی که در سال ۲۰۰۳ به انگلیسی منتشر شدند، بلویلر از سال ۱۹۰۵ نزد فروید روانکاوی می‌شد.
البته، بلویلر حرکتی را که فروید پدیدآورده بود، بسیار متعصبانه می‌یافت و در سال ۱۹۱۱ از انجمن بین‌المللی روانکاوی استعفا داد و در نامه‌ای به فروید نوشت «این نگاه «همه یا هیچ» از نظر من شایسته انجمنهای مذهبی و احزاب سیاسی است و برای علم زیانبار است».
اما او هم چنان به کار فروید علاقه‌مند ماند و در کتاب مشهورش «رساله روان‌پزشکی» (۱۹۱۶) به کرات به او ارجاع داده‌است. از سوی دیگر او در اواخر دهه ۲۰ از درخواست فروید برای کسب جایزه‌ی نوبل حمایت کرد

## اسکیزوفرنی
بلویلر موفق شد واژه اسکیزوفرنی را
که از ترکیب دو واژهٔ یونانی shizein (دو نیم کردن، گسستن: σχίζειν) و phrenos (فکر، اندیشه: φρήν) وضع شده بود، جایگزین اصطلاح جنون زودرس کند که پیشتر توسط امیل کرپلین به کار رفته بود.

او بر خلاف کرپلین معتقد بود که اسکیزوفرنی محصول یک اختلال جسمی نبوده و لزوماً غیرقابل درمان نیست.
به عکس، او معتقد بود که ویژگیهای اصلی اسکیزوفرنی محصول روند دوپاره سازی کارکردهای عاطفی و عقلی شخصیت است. بلویلر به ترخیص زودهنگام بیماران از بیمارستان جهت پیشگیری از نهادپذیری اهمیت می‌داد.

اصطلاح اوتیسم اولین بار توسط بلویلر برای توصیف وضعیت بیماران اسکیزوفرنیک به کار برده شد. البته زمینه اوتیستیک به عنوان یک صفت شخصیتی ممکن است در افراد خجول و درونگرا و منزوی مشاهده شود. شدیدترین فرم آن هم یکی از علائم اولیه اسکیزوفرنی است که به‌وسیله بلویلر شرح داده شده‌است.

بلویلر بر این باور بود فردی اسکیزوفرنی می‌گردد که تفکر اوتیستیک او غیرقابل کنترل گردد. او همچنین معتقد بود که تفکر اوتیستیک افراطی در اسکیزوفرنی تا حدودی نتیجه اختلال صوری است. هر چند هذیان‌های خیال‌پردازانه معدودی از بیماران اسکیزوفرنیک مزمن را می‌توان به عنوان نتیجه تفکر اوتیستیک توجیه کرد، اما این توضیح در تمام انواع اسکیزوفرنی صادق نیست.

### چهار A بلویلر برای اسکیزوفرنی
بلویلر بیماری اسکیزوفرنی را با وجود ۴ علامت زیر که با حرف A آغاز می‌شوند، تعریف کرد: اختلالات تداعی (Association disturbance)، اوتیسم (Autism)، عاطفه سطحی (flat Affect) و دوسوگرایی (Ambivalence).

## سایر فعالیتها
بلویلر هم چنین به بررسی مفهوم حماقت اخلاقی و ارتباط بین روان‌نژندی و الکلیسم پرداخت. او نیز مانند فروید معتقد بود جنسیت تأثیر شدیدی بر اضطراب دارد و هم چون فروید به بررسی ریشه‌های احساس گناه پرداخت و به مطالعه روندی که خود تغییر نامیده بود (برای مثال تغییر خلق از عشق به نفرت) دست زد.